# 4. Fußartillerie-Brigade (Deutsches Kaiserreich)
Die 4. Fußartillerie-Brigade war ein Großverband der Preußischen Armee.
In den Europäischen Armeen wurden zu Beginn des 18. Jahrhunderts Artillerie-Einheiten gebildet, neben der reitenden Artillerie die Fußartillerie, die sich dadurch auszeichnete, dass die Bedienungsmannschaften zu Fuß unterwegs waren.

## Geschichte
Die 4. Fußartillerie-Brigade wurde zum 11. September 1873 in Metz aufgestellt, zum 1. April 1887 aufgelöst und am 30. März 1895 in Straßburg wieder errichtet. Am 17. September 1915 wurde sie zum General der Fußartillerie Nr. 14 und im Rahmen der Umstrukturierung der Artillerie zum 16. Februar 1917 Artillerie-Kommandeur Nr. 215 (Arko 215).
Sie unterstand bis zum Kriegsausbruch 1914 der Generalinspektion der Fußartillerie (nach der Umstrukturierung der Artillerie 1887 aus der Generalinspektion der Artillerie gebildet) und 2. Fußartillerie-Inspektion in Köln.
Mit Kriegsbeginn stand sie zur Verfügung der Obersten Heeresleitung.

### Gliederung/Untergeordnete Einheiten
- 1874

Rheinisches Fußartillerie-Regiment Nr. 8, Fuß-Artillerie-Regiment Nr. 15, Fuß-Artillerie-Bataillon Nr. 14, königlich Sächsisches Fuß-Artillerie-Regiment Nr. 12
- 1914

Niedersächsisches Fußartillerie-Regiment Nr. 10, Badisches Fußartillerie-Regiment Nr. 14
Hohenzollernsches Fußartillerie-Regiment Nr. 13
- Kriegsgliederung am 8. Mai 1918

Artillerie-Kommandeur Nr. 215, Feldartillerie-Regiment Nr. 274

### Erster Weltkrieg
Die Brigade war im Verband der 215. Infanterie-Division an der Ostfront im Einsatz.
Zu den Kampfhandlungen, Gefechten und Schlachten siehe Kampfgeschehen der 215. Infanterie-Division.

### Brigadekommandeure
| Name                           | Datum                                   |
| ------------------------------ | --------------------------------------- |
| Friedrich Xaver Wiebe          | 9. Junio 1874 bis 26. März 1879         |
| Karl Ludwig Michael Rautenberg | 27. März 1879 bis 24. März 1882         |
| Otto von Hellfeld              | 25. März 1882 bis 31. März 1887         |
| Ferdinand von Rauch            | 12. Mai 1895 bis 17. Oktober 1897       |
| Bernhard Rathgen               | 18. Oktober 1897 bis 17. Dezember 1901  |
| Ludwig von Lauter              | 18. Dezember 1901 bis 18. Dezember 1907 |
| Hermann von Schubert           | 19. Dezember 1907 bis 21. März 1912     |
| Karl Gustav Bansi              | 22. März 1912 bis 28. Februar 1917      |
| Maximilian Schulenburg         | 1. März 1917 bis Kriegsende             |